# Catocala albida
Catocala albida är en fjärilsart som beskrevs av William Beutenmüller 1907. Catocala albida ingår i släktet Catocala och familjen nattflyn. Inga underarter finns listade i Catalogue of Life.